# Rhaphidospora
Genre
Rhaphidospora est un genre de plantes à fleurs de la famille des Acanthaceae. Les espèce sont originaires d'Asie et d'Océanie.

## Liste d'espèces
Selon BioLib (8 août 2020) :
- Rhaphidospora bonneyana (F. Muell.) R.M. Barker
- Rhaphidospora cavernarum (F. Muell.) R.M. Barker

Selon Tropicos (8 août 2020) (Attention liste brute contenant possiblement des synonymes) :
- Rhaphidospora anisophylla Mildbr.
- Rhaphidospora ciliata Nees
- Rhaphidospora glabra (J. Koenig ex Roxb.) Nees
- Rhaphidospora leptantha Nees
- Rhaphidospora oblongifolia Lindau
- Rhaphidospora vagabunda (Benoist) C.Y. Wu ex C.C. Hu